# Con Conrad
Con Conrad (Nueva York, 18 de junio de 1891-California, 28 de septiembre de 1938) fue un compositor de canciones estadounidense, célebre principalmente por haber compuesto la canción The Continental en 1934, que fue la primera canción en ganar el premio Óscar a la mejor canción original, con la ayuda del letrista Herb Magidson, y que apareció en la película La alegre divorciada, donde era interpretada por la famosa actriz, bailarina y cantante Ginger Rogers.
En otra escena de la citada película, la música de la canción es bailada por Fred Astaire y Ginger Rogers, escena que ha pasado a la historia del cine como uno de los mejores bailes.

## Premios y distinciones
Premios Óscar
| Año  | Categoría              | Canción           | Película             | Resultado |
| ---- | ---------------------- | ----------------- | -------------------- | --------- |
| 1935 | Mejor canción original | «The Continental» | La alegre divorciada | Ganador   |